# Не совсем Голливуд
«Не совсем Голливуд: Потрясающая, нераскрытая история австралийского эксплуатационного кино» (англ. Not Quite Hollywood: The Wild, Untold Story of Ozploitation!) — австралийский документальный фильм режиссёра Марка Хартли об истории австралийского эксплуатационного кино 70-х — 80-х годов. Премьера фильма состоялась 28 июля 2008 года на Международном кинофестивале в Мельбурне.
В съёмках фильма приняло участие около 80 человек, причастных к жанру. Фильм был хорошо встречен критиками. В 2008 году получил премию Австралийской академии кинематографа и телевидения в номинации «Лучший документальный фильм».

## Обзор
В Австралии до начала 70-х годов действовала довольно жёсткая цензура. В 1971 году ситуация изменилась, когда Австралийская аттестационная комиссия составила новую систему возрастных ограничений. Теперь стал доступен рейтинг R (18+). Многие режиссёры стали снимать фильмы для этой аудитории. Появилось множество низкобюджетных фильмов, сделанных в стиле американского эксплуатационного кино, но со своей, австралийской спецификой. В это же время развитие получило и серьёзное кино. Австралийским кино заинтересовались в Америке, там началась мода на Австралию. Это явление получило название австралийской новой волны. Однако, несмотря на определённое влияние, которое оказали эксплуатационные фильмы того времени, сейчас они часто игнорируются в «официальной истории австралийского кино». В этом документальном фильме рассматриваются три основные категории австралийского жанрового кино: сексплотэйшн, ужасы и экшн-фильмы.
Для фильма были записаны интервью более чем с восьмьюдесятью австралийскими, американскими и британскими актёрами, режиссёрами, сценаристами и продюсерами, имеющими отношение к данному жанру. Помимо прочих в фильме присутствуют: Квентин Тарантино, Брайан Тренчард-Смит, Джейми Ли Кёртис, Деннис Хоппер, Джордж Лэзенби, Джордж Миллер, Барри Хамфрис, Стейси Кич, Джон Сил, Рассел Бойд, Дэвид Эггби, Ребекка Гиллинг, Грегори Харрисон, Тед Котчефф, Дональд Макальпин, Рассел Малкэхи, Стив Рейлсбэк, Фред Скеписи, Джереми Томас, Джеймс Ван, Ли Уоннелл, Саймон Уинсер, Сюзанна Йорк.

## Создание и выпуск
По причине своей молодости Марк Хартли не застал австралийское жанровое кино 70-х и 80-х годов на большом экране. Он увидел его позже. Будучи ребёнком Марк смотрел эти фильмы поздно ночью по телевизору. Это кино показались ему не менее интересными, чем американское, особенно его привлекло то, что фильмы были местными и в них говорили по-австралийски. Однако об этих фильмах нельзя было найти никакой информации, они не упоминались в справочниках об австралийском кино. Хартли вырос и стал режиссёром видеоклипов, но интерес к теме старого жанрового кино у него не угас. Марк начал вынашивать идею съёмок полноценного документального фильма об этом. Он набросал 100-страничный вариант сценария и отправил его американскому кинорежиссёру Квентину Тарантино, не ожидая получить от него ответ. Тарантино же давний поклонник эксплуатационного кино, в том числе и австралийского. Например, когда он приезжал в Австралию представлять свой фильм «Убить Билла», он посвятил его австралийскому режиссёру фильмов класса B Брайану Тренчарду-Смиту, чем озадачил тогда местную кинообщественность. Тарантино ответил Хартли на следующий же день, пообещав помогать в создании фильма. Хартли отправился в Лос-Анджелес для встречи с Тарантино, с которым записал 2-часовое интервью. Следующие пять лет Марк занимался сбором материала. В конечном итоге 150 часов интервью, 150 часов нарезок из фильмов и 50 часов различной кинохроники были смонтированы в 100-минутный фильм «Не совсем Голливуд: Потрясающая, нераскрытая история австралийского эксплуатационного кино».
Премьера фильма «Не совсем Голливуд» состоялась 28 июля 2008 года на Международном кинофестивале в Мельбурне. Фильм вышел в широкий прокат в Австралии через месяц 28 августа 2008 года. Международная премьера фильма прошла 7 сентября 2008 года на Кинофестивале в Торонто, где у создателей были приобретены права на распространение фильма в Великобритании, Канаде, Франции, России, Германии и странах Бенилюкса. В этом же году фильм был показан на кинофестивалях в Остине, Сиджесе, Варшаве, Хельсинки, Стокгольме и Лондоне.

## Рецензии
В целом фильм «Не совсем Голливуд» получил положительные отзывы от критиков. На сайте Rotten Tomatoes у него 94 % свежести на основании 63 рецензий и средний балл 7.4 из 10. Маргарет Померанц и Дэвид Стрэттон из австралийской телепрограммы «В фильмах» (англ. At the Movies) поставили фильму четыре и три с половиной из пяти звёзд соответственно. Померанц поблагодарила Хартли «за глубину исследования и создание дико интересного кино-опыта», также заметив: «для тех из нас, кто помнит эти фильмы „Не совсем Голливуд“ — это взрыв». Сандра Холл из The Sydney Morning Herald поставила фильму три с половиной из пяти звёзд отметив, что сам фильм Хартли «намного живее большинства из того, что он в нём прославляет». Джейк Уилсон из The Age также дал фильму три с половиной звезды, назвав его «полнометражной рекламой предмета исследования», отметив также, что он «идёт слишком быстро, что не даёт возможности всесторонне исследовать тему». С ним не согласился Дес Партридж из The Courier-Mail, поставивший четыре с половиной звезды из пяти, он пояснил, что бодрый монтаж «делает историю живой и весёлой». Люк Гудселл из Empire дал фильму пять из пяти звёзд, описав его как «быстрый, захватывающий и очень непристойный», Ли Пэтш, в свою очередь, отметил в Herald Sun: «в нём нет ни одного момента, когда можно было бы заскучать».

## Фильмы
Ниже представлен список фильмов, которым посвящён документальный фильм.
Новая волна:
- 1969 — Совершеннолетие[англ.] / Age of Consent
- 1970 — Нед Келли / Ned Kelly
- 1971 — Опасное пробуждение / Wake in Fright
- 1971 — Обход / Walkabout
- 1977 — Обретение мудрости[англ.] / The Getting of Wisdom
- 1979 — Моя блестящая карьера / My Brilliant Career
- 1980 — Объездчик Морант / Breaker Morant

Сексплотэйшн:
- 1970 — Обнажённый буньип[англ.] / The Naked Bunyip
- 1971 — Аист[англ.] / Stork
- 1972 — Приключения Барри МакКензи[англ.] / The Adventures of Barry McKenzie
- 1972—1977 — Номер 96[англ.] / Number 96
- 1973 — Элвин Пёрпл[англ.] / Alvin Purple
- 1974 — Барри МакКензи стоит на своём[англ.] / Barry McKenzie Holds His Own
- 1974 — Элвин возвращается[англ.] / Alvin Rides Again
- 1975 — Эскимоска[англ.] / The True Story of Eskimo Nell
- 1975 — Австралия после наступления темноты[англ.] / Australia After Dark
- 1975 — Затычка[англ.] / Plugg
- 1975 — Скоби Малоун[англ.] / Scobie Malone
- 1976 — Фантазм[англ.] / Fantasm
- 1976 — Элайза Фрейзер[англ.] / Eliza Fraser
- 1977 — Фантазм возвращается[англ.] / Fantasm Comes Again
- 1978 — Фелисити / Felicity
- 1978 — Азбука любви и секса: Австралийский стиль[англ.] / The ABC of Love and Sex: Australia Style
- 1981 — Банановые авиалинии[англ.] / Pacific Banana
- 1981 — Разворот[англ.] / Centrespread
- 1981 — Одурачивая[англ.] / Hoodwink

Ужасы:
- 1972 — Ночь страха[англ.] / Night of Fear
- 1975 — Отель проклятых[англ.] / Inn of the Damned
- 1978 — Патрик / Patrick
- 1978 — Долгий уикенд / Long Weekend
- 1979 — Снимок[англ.] / Snapshot
- 1979 — Жажда / Thirst
- 1980 — Арлекин[англ.] / Harlequin
- 1980 — Кошмары[англ.] / Nightmares
- 1980 — Патрик ещё жив / Patrick Still Lives
- 1981 — Выживший[англ.] / The Survivor
- 1981 — Дорожные игры[англ.] / Roadgames
- 1981 — Леди, оставайтесь мёртвой[англ.] / Lady Stay Dead
- 1982 — Ближайший родственник[англ.] / Next of Kin
- 1982 — Братья[англ.] / Brothers
- 1984 — Кабан-секач / Razorback
- 1987 — Век невежества / Dark Age
- 1987 — Вой 3 / Howling III
- 1990 — Кровавая луна / Bloodmoon
- 2003 — Восставшие из мёртвых / Undead
- 2004 — Пила: Игра на выживание / Saw
- 2005 — Волчья яма / Wolf Creek
- 2007 — Штормовое предупреждение[англ.] / Storm Warning
- 2007 — Крокодил / Rogue

Экшен-фильмы:
- 1974 — Стоун / Stone
- 1975 — Человек из Гонконга / The Man from Hong Kong
- 1976 — Бешеный пёс Морган / Mad Dog Morgan
- 1976 — Обманувшие смерть[англ.] / Deathcheaters
- 1978 — Каскадёрский рок[англ.] / Stunt Rock
- 1979 — Безумный Макс / Mad Max
- 1980 — Цепная реакция / The Chain Reaction
- 1981 — К сокровищам авиакатастрофы[англ.] / Race for the Yankee Zephyr
- 1982 — Охота на индюшек[англ.] / Turkey Shoot
- 1983 — Полночные гонки[англ.] / Midnite Spares
- 1983 — Возвращение неукротимого капитана[англ.] / The Return of Captain Invincible
- 1983 — Бандиты на велосипедах / BMX Bandits
- 1986 — Кинотюрьма будущего / Dead End Drive-In
- 1986 — Честная игра[англ.] / Fair Game
- 1986 — Небесные пираты[англ.] / Sky Pirates
- 2003 — Убить Билла. Фильм 1 / Kill Bill: Volume 1